# Melissa Rippon
Melissa Rippon (Sydney, 20 gennaio 1981) è una pallanuotista australiana, vincitrice di una medaglia di bronzo ai giochi olimpici di Pechino 2008.